# Goiabeiras (distrito de Vitória)
Goiabeiras é um distrito do município brasileiro de Vitória, capital do estado do Espírito Santo. Segundo o censo demográfico de 2022, realizado pelo Instituto Brasileiro de Geografia e Estatística (IBGE), sua população era de 112 803 habitantes e havia 46 949 domicílios particulares permanentes ocupados. Foi criado pela lei estadual nº 12.177 de 31 de dezembro de 1943.
De acordo com o IBGE, em 2010 a população era de 116 272 habitantes e havia 47 738 domicílios particulares.